# Mesoscincus
Mesoscincus — рід сцинкоподібних ящірок родини сцинкових (Scincidae). Представники цього роду мешкають в Мексиці і Центральній Америці. Раніше їх відносили до роду Eumeces.

## Види
Рід Mesoscincus нараховує 3 види:
- Mesoscincus altamirani (Dugès, 1891)
- Mesoscincus managuae (Dunn, 1933)
- Mesoscincus schwartzei (Fischer, 1884)

## Етимологія
Наукова назва роду Mesoscincus походить від сполучення слів дав.-гр. μεσος — середній і лат. scincus — сцинк.